# (1911) Шубарт
(1911) Шубарт (лат. Schubart) — астероид внешней части главного пояса, который входит в состав семейства Хильды и принадлежит к тёмному спектральному классу P. Он был открыт 25 октября 1973 года швейцарским астрономом Паулем Вильдом в обсерватории Циммервальд и назван в честь немецкого астронома Иоахима Шубарта (нем. Joachim Schubart).

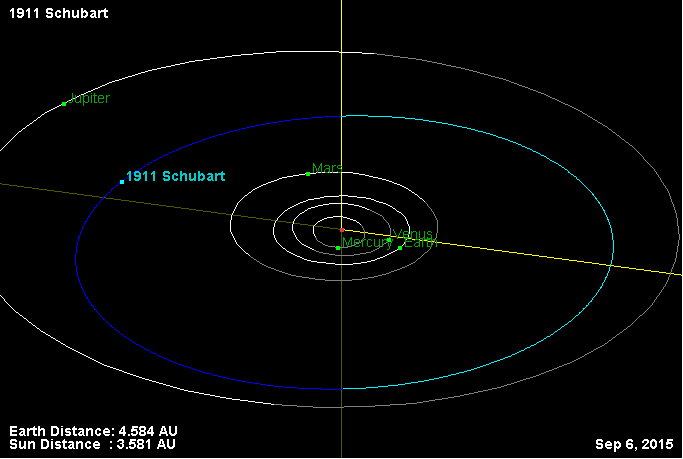
Орбита астероида Шубарт и его положение в Солнечной системе